# 恩多拉縣

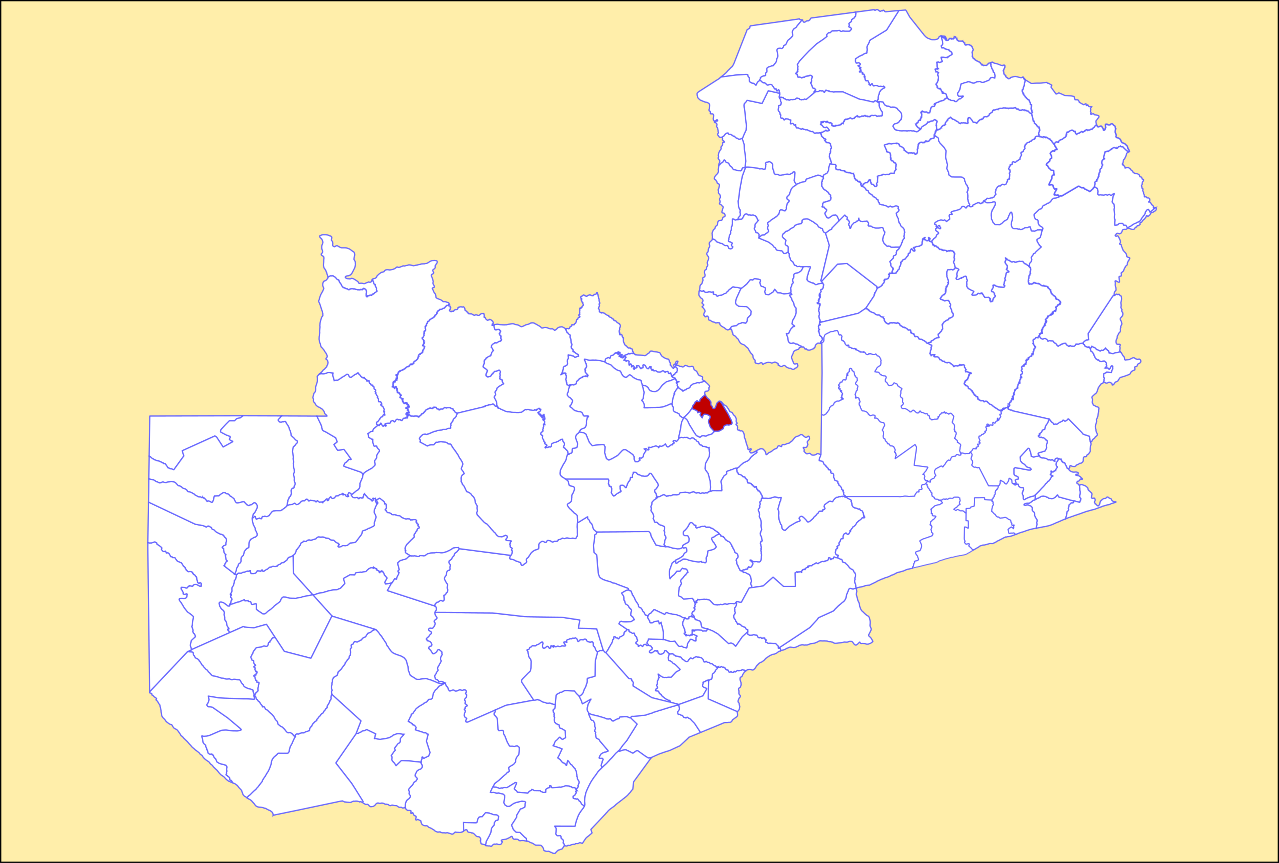

12°50′S 28°35′E / 12.833°S 28.583°E
恩多拉縣（英語：Ndola District），是贊比亞的縣份，位於該國中部，由銅帶省負責管轄，首府設於恩多拉，面積1,103平方公里，2010年人口451,246，人口密度每平方公里409.1人。